# Sức khỏe ở Nauru
Ở Nauru, sức khỏe người dân đối mặt với bệnh béo phì, tuổi thọ hạn chế và sức khỏe của trẻ em.

## Nhân khẩu học
Trong năm 2013, 366 ca sinh mổ bao gồm 193 nam và 173 nữ. Tuổi trung bình của bà mẹ khi sinh con đầu lòng năm 2007 là 22,1 tuổi. Tỷ suất sinh, (số sinh trên 1.000 phụ nữ từ 15-49 tuổi) là 105. Năm 2011, 75 người chết.
Bệnh tim mạch (44%) và ung thư (10%) là nguyên nhân chính gây tử vong vào năm 2002. Từ năm 2007 đến năm 2011, tỷ lệ sinh là 27,2, gần gấp bốn lần tỷ lệ chết là 7,5. Tỷ suất chết ở trẻ sơ sinh ước tính là 1/8,21 trẻ vào năm 2014.
Cơ cấu tuổi chiếm tỷ lệ 15-64 (65,6%), trong khi nhóm dân số dưới 15 tuổi và trên 64 tuổi chiếm tỷ lệ tương đối nhỏ (lần lượt là 32,5% và 1,8%). Tuổi thọ trung bình là 21,5.
Tỷ lệ giới tính của dân số là 0,91 nam trên 1 nữ.
Nauru có tỷ lệ béo phì cao nhất thế giới. 97% nam giới và 93% nữ giới bị béo phì. Năm 2011, chỉ số khối cơ thể trung bình là khoảng 34,5, cao hơn so với béo phì (30+). Nguyên nhân chính dẫn đến tình trạng béo phì là do tiêu thụ thực phẩm hộp nhập khẩu từ các nước phương Tây, vì đất đai của Nauru đã mất gần hết độ phì nhiêu là hậu quả của việc khai thác quá nhiều phosphat trong quá khứ..
Xem thêm Béo phì ở Nauru

## Chăm sóc sức khỏe
Nauru có một hệ thống chăm sóc sức khỏe toàn dân, được cung cấp miễn phí cho mọi công dân.
Bệnh viện duy nhất là Bệnh viện Cộng hòa Nauru ở Yaren. Nó được hình thành bởi sự kết hợp của Bệnh viện Đa khoa Nauru do chính phủ điều hành và Bệnh viện Nauru Phosphate Corporation thuộc sở hữu tư nhân vào năm 1999. Nó cung cấp dịch vụ chăm sóc y tế và phẫu thuật cơ bản, cùng với các dịch vụ X quang, phòng thí nghiệm, dược và nha khoa. Trung tâm Y tế Công cộng Nauru cung cấp các phương pháp điều trị bệnh tiểu đường và các bệnh liên quan đến béo phì khác. Đây là hình thức chăm sóc y tế chuyên biệt duy nhất. Những bệnh nhân cần điều trị bổ sung sẽ được gửi đến Úc.
Năm 2012, ước tính khoảng 7,5% GDP của nước này được chi cho chăm sóc sức khỏe. Năm 2004, có 149 bác sĩ và 557 y tá trên 100.000 dân. Năm 2012, ước tính có 26,2% và 22,1% dân số dưới 15 tuổi tiêu thụ thuốc lá tẩu và thuốc lá điếu. Dân số Nauru có tuổi thọ trung bình là 66,4 tuổi, xếp thứ 169 trên thế giới.
Médecins Sans Frontières (bác sĩ không biên giới) cung cấp các dịch vụ tâm lý và tâm thần cho người dân, người xin tị nạn và người tị nạn kể từ cuối năm 2017. Nó đã bị chính phủ ra lệnh dừng hoạt động vào tháng 10 năm 2018 vì nó được cho là "đang giúp đỡ những người tị nạn". Tình trạng của trẻ em trên đảo được chủ tịch Hiệp hội Y tế Australia mô tả là "tình trạng khẩn cấp nhân đạo cần sự can thiệp khẩn cấp".